# Çukurova (Adana)
Çukurova ist ein Stadtbezirk von Adana und gleichzeitig ein Landkreis der Provinz Adana in der Türkei. Der 2008 von Seyhan abgespaltene Landkreis ist 250 km² groß und liegt im Süden der Provinz an der Grenze zur Provinz Mersin. Der Name des Ortes leitet sich von der großen Ebene Çukurova ab. Die Einwohnerzahl beträgt 378.650 (Stand: Ende 2024).